# Gerd Schönfelder
Gerd Schönfelder (* 2. September 1970 in Kulmain) ist ein deutscher Ski-Rennfahrer, der bei Paralympischen Spielen insgesamt 22 Medaillen, davon 16 goldene, gewann.
Seit einem Unfall im Alter von 19 Jahren ist Schönfelder schulteramputiert. 1992 nahm er erstmals an den Winter-Paralympics teil und gewann dort seine ersten drei Goldmedaillen. Bis zu seinem Karriereende 2011 erreichte er bei jeder weiteren Austragung der Paralympics mehrmals die Medaillenränge und wurde zudem 14-facher Weltmeister. Im deutschen Behindertensport nimmt Schönfelder eine herausragende Stellung ein und wurde 2018 in die Hall of Fame des deutschen Sports aufgenommen.

## Sportlicher Werdegang

### Anfänge und Unfall
Der in der Oberpfalz aufgewachsene Schönfelder begann in seiner Kindheit mit dem Skifahren im SV Kulmain. Er gewann mehrere Vereinsmeisterschaften und wurde mit zwölf Jahren bayerischer Vizemeister seiner Altersklasse im Riesenslalom. Auf die daraus resultierende Möglichkeit, das Skigymnasium in Berchtesgaden zu besuchen, verzichtete er. Als Grund dafür gab er später an, er habe „nicht weg von [s]einen Kumpels, [s]einer Familie“ ziehen wollen. In den folgenden Jahren betrachtete er das Skifahren ausschließlich als Hobby und strebte keine Sportkarriere an.
Als Folge eines Zugunfalls in Hersbruck im September 1989 verlor Schönfelder seinen rechten Arm und vier Finger seiner linken Hand. Beim Versuch, in den anfahrenden Zug einzusteigen, war er mitgerissen und in die Lücke zwischen Zug und Bahnsteig gezogen worden. Nach der mehrmonatigen Rehabilitationsphase verpflanzte ein Mikrochirurg Schönfelders linken Zeigezeh als Finger an die linke Hand, sodass er gemeinsam mit dem verbliebenen Daumen wieder greifen konnte.

### Erfolge im Behindertensport
Durch einen Bericht über die Weltmeistertitel des beinamputierten Alexander Spitz wurde Schönfelder 1990 auf den alpinen Behindertenskisport aufmerksam. In Balderschwang nahm er an einem Lehrgang der Ski-Nationalmannschaft teil, wo er auf Anraten der Trainer auf das Fahren ohne Skistock umstieg. Zunächst war er mit Stock in der linken Hand gestartet, konnte diesen aber nicht nach seinen Vorstellungen führen. Schönfelder fügte sich schnell in die Mannschaft ein und bezeichnete seine Ausgangssituation im Rückblick als „Glücksfall“ für den Skiverband: Zum einen hatte er bereits Skisporterfahrung gesammelt und war gleichzeitig bei seiner Amputation mit 19 Jahren vergleichsweise jung, somit konnte er im Training mit Blick auf eine längere Karriere aufgebaut werden. Bereits im Frühjahr 1991 gewann Schönfelder seinen ersten deutschen Meistertitel und ging im Weltcup an den Start. Betreut wurde er zunächst von Werner Haberstock, der bis 2002 Alpin-Nationaltrainer im Deutschen Behindertensportverband war.
1992 nahm Schönfelder in Albertville erstmals an den Winter-Paralympics teil und gewann dort in seiner Startklasse bei allen drei Rennen in Abfahrt, Riesenslalom und Super-G die Goldmedaille (im Slalom war er nicht eingesetzt worden). Bis 2010 wurde Schönfelder 16-maliger Paralympicssieger und holte bei allen 22 Wettkämpfen, bei denen er antrat, eine Medaille. 1994 gewann er in Lillehammer Abfahrt und Slalom, während ihn der Norweger Cato Zahl Pedersen im Super-G und im Riesenslalom schlug. Bei den Paralympics 1998 in Nagano zog sich Schönfelder bei einem Trainingssturz einen Kreuzbandanriss zu. Er verpasste die ersten beiden Wettkämpfe, fuhr eine Woche später aber nach intensiver physiotherapeutischer Betreuung zu Bronze im Riesenslalom und Gold im Slalom. Mit vier Goldmedaillen in allen vier gefahrenen Disziplinen war Schönfelder 2002 in Salt Lake City gemeinsam mit dem Monoskifahrer Martin Braxenthaler der erfolgreichste Athlet im deutschen Paralympics-Aufgebot. 
Bis einschließlich 2002 wurden pro Disziplin bis zu neun verschiedene Paralympics-Sieger gekürt, da etwa einarmig und zweiarmig Amputierte in verschiedenen Klassen starteten. Ab den Winter-Paralympics 2006 in Turin galt ein neues Klassifizierungssystem, das alle Teilnehmer, die ihre Rennen stehend absolvierten – mit Ausnahme der Blinden und in Abgrenzung zu den sitzenden Athleten –, in der Klasse Standing vereinte. Die gefahrene Zeit wurde dabei mit dem Behinderungsgrad verrechnet, um Chancengleichheit zu gewährleisten. Damit reduzierte sich die Zahl der vergebenen paralympischen Goldmedaillen deutlich: 2002 hatte es 34 Wettkämpfe für Skirennläufer gegeben, 2006 waren es 12 (jeweils bezogen auf Männer). Auch gegen die nun als wesentlich stärker eingeschätzte Konkurrenz setzte sich Schönfelder mehrmals durch: In Turin gewann er zwei Goldmedaillen in Abfahrt und Riesenslalom, vier Jahre später in Vancouver entschied er – nunmehr maßgeblich betreut durch Maike Hujara – vier von fünf Wettbewerben für sich, darunter die erstmals ausgetragene Super-Kombination aus Super-G und Slalom. Mit dieser 16. Goldmedaille zog er mit Reinhild Möller gleich, die bis dahin die meisten paralympischen Rennen im Alpin-Bereich gewonnen hatte.
Neben den Winter-Paralympics siegte Schönfelder auch bei weiteren Alpin-Wettkämpfen. Bei den Skiweltmeisterschaften der Behinderten gewann er zwischen 1996 und 2011 insgesamt 14 Goldmedaillen und stand sechs weitere Male auf dem Podest. In der Standing-Wertung wurde er in der Saison 1996/97 zudem erstmals Gesamtweltcupsieger und wiederholte diesen Erfolg bis zum Winter 2009/10 siebenmal. Nach der Weltmeisterschaft 2011 erklärte Schönfelder seinen Rücktritt vom Leistungssport. Er übernahm anschließend eine Position im Trainerteam der Behinderten-Nationalmannschaft.

## Persönliches

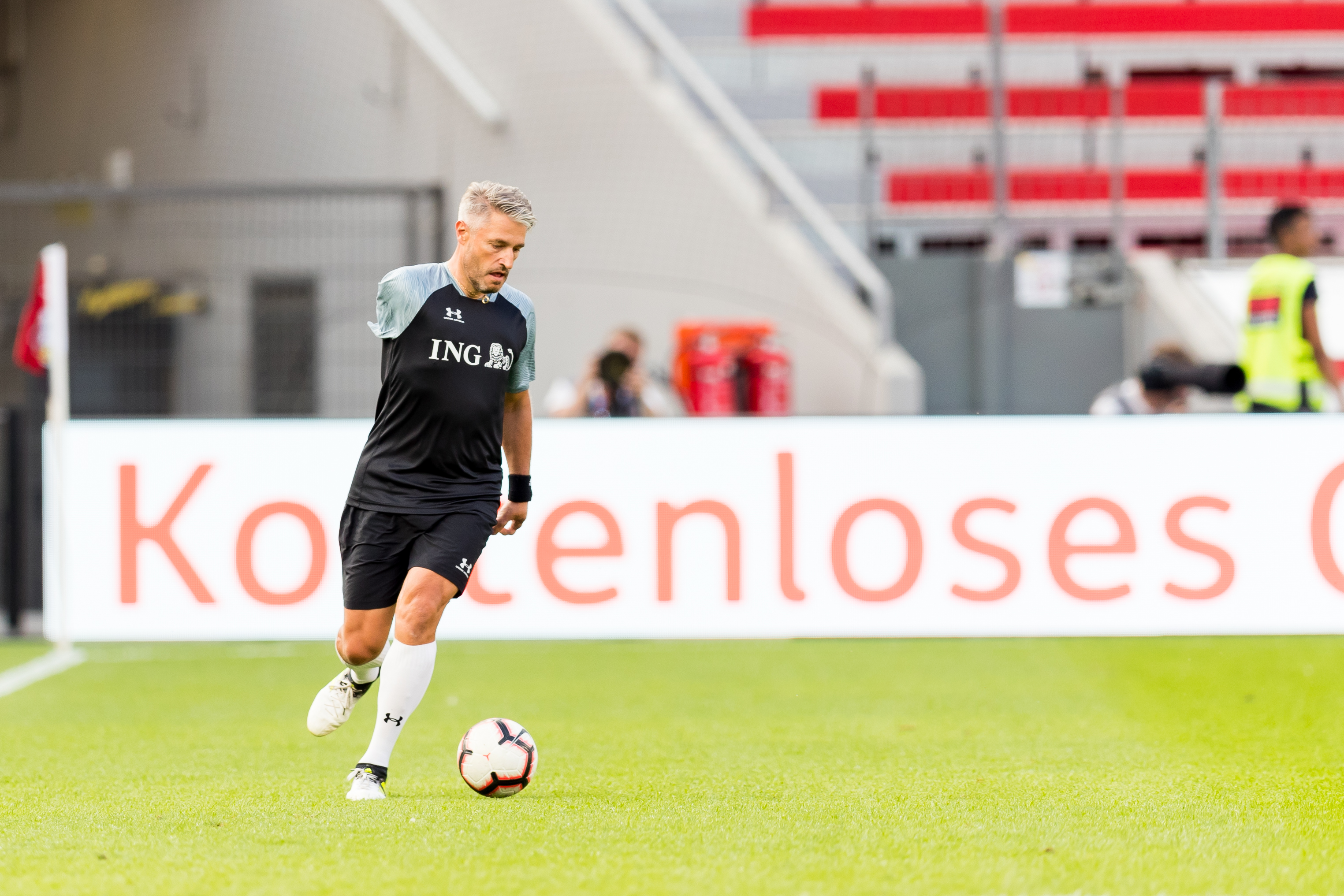
Schönfelder bei dem Benefiz-Fußballspiel Champions for Charity (2019)

Schönfelder wuchs als zweites von drei Geschwisterkindern auf. Vor seinem Unfall machte er eine Elektronikerausbildung und bildete sich später zum Elektrotechniker fort. In diesem Beruf arbeitete er bis 2002 und konzentrierte sich in der Folge als Profisportler auf das Skifahren. Seit seinem Karriereende tritt er als ARD-Experte für paralympischen Sport auf und hält Motivationsvorträge. Eine vom Universitätsklinikum Heidelberg angefertigte myoelektrische Prothese für den amputierten Arm nutzte Schönfelder zunächst für optische Zwecke, legte sie aber Anfang der 1990er Jahre ab. Schönfelder ist seit 2006 verheiratet und hat zwei Kinder (* 2007, * 2010). Er engagiert sich lokalpolitisch, wurde 2008 zum Gemeinderat seiner Heimatgemeinde Kulmain gewählt und rückte zwei Jahre später als CSU-Abgeordneter in den Kreistag des Landkreises Tirschenreuth nach.
Seit seiner Jugend spielt Schönfelder Fußball beim SV Kulmain, wo er zwischenzeitlich für die erste Mannschaft in der Bezirksliga als offensiver Mittelfeldspieler spielte. Er bezeichnete dabei den Vergleich mit nicht behinderten Sportlern als besonders reizvoll.

## Öffentliches Bild und Würdigung
Während der zwei Jahrzehnte, die Schönfelder auf internationaler Ebene antrat, rückte der Behindertensport stärker in den medialen Fokus. Insbesondere in den 2000er Jahren galt Schönfelder gemeinsam mit dem Monoskifahrer Martin Braxenthaler und der blinden Biathletin und Skilangläuferin Verena Bentele als eine der zentralen Figuren dieser Entwicklung in Deutschland, da er aufgrund seiner Erfolge regelmäßig in Medien auftrat. Für die Frankfurter Allgemeine Sonntagszeitung bezeichnete Uwe Marx Schönfelder 2006 als „Gradmesser dafür, ob professioneller Wintersport bei Behinderten funktioniert“ und führte die Vorreiterrolle des Skifahrers unter anderem auf dessen „bayerisch-charmant[e]“ Art zurück sowie auf das risikobereite Auftreten in Wettkämpfen. Schönfelders aggressiver Fahrstil brachte ihm den Beinamen „Stier von Kulmain“ ein. Die vom Sportjournalisten Detlef Vetten verfasste und 2016 veröffentlichte Biographie Sieger zeichnet Schönfelder als selbstbewussten, authentischen und direkten Menschen. Er verfüge über ein „beneidenswert starkes Ego“ und habe sich nach seinem Unfall mit Ehrgeiz und „ungeheurer Willenskraft“ ein neues Leben aufgebaut.
Schönfelder erhielt viermal (1998, 2002, 2006 und 2010) das Silberne Lorbeerblatt und wurde dreimal (2006, 2010 und 2011) als deutscher Behindertensportler des Jahres ausgezeichnet. 2002 war er für den Laureus World Sports Award nominiert, neun Jahre später verlieh ihm das Internationale Paralympische Komitee den Titel als Athlet des Jahres. 2012 wählten ihn die deutschen Spitzensportler zum Champion des Jahres. Als erster Behindertensportler wurde Schönfelder 2018 in die Hall of Fame des deutschen Sports aufgenommen.

## Erfolge

### Paralympische Spiele
- Albertville 1992: 1. Abfahrt, 1. Super-G, 1. Riesenslalom
- Lillehammer 1994: 1. Abfahrt, 1. Slalom, 2. Super-G, 2. Riesenslalom
- Nagano 1998: 1. Slalom, 3. Riesenslalom
- Salt Lake City 2002: 1. Abfahrt, 1. Super-G, 1. Riesenslalom, 1. Slalom
- Turin 2006: 1. Abfahrt, 1. Riesenslalom, 2. Super-G, 3. Slalom
- Vancouver 2010: 1. Abfahrt, 1. Super-G, 1. Riesenslalom, 1. Super-Kombination, 2. Slalom

### Weltmeisterschaften
- Lech am Arlberg 1996: 1. Abfahrt, 1. Super-G, 1. Riesenslalom, 1. Slalom
- Anzere 2000: 1. Abfahrt, 1. Super-G, 1. Slalom
- Wildschönau 2004: 1. Abfahrt, 2. Riesenslalom, 4. Super-G, 5. Slalom
- Pyeongchang 2009: 1. Abfahrt, 1. Super-Kombination, 1. Riesenslalom, 1. Teamwettbewerb, 2. Super-G, 4. Slalom
- Sestriere 2011: 1. Abfahrt, 1. Super-G, 2. Super-Kombination, 2. Slalom, 2. Teamwettbewerb, 3. Riesenslalom

## Ehrungen
- Silbernes Lorbeerblatt 1998
- Silbernes Lorbeerblatt 2002
- Silbernes Lorbeerblatt 2006
- Silbernes Lorbeerblatt 2010
- 1992: „Sportler des Jahres“ bei der Leserwahl der Tageszeitung Der neue Tag
- 1996: „Sportler des Jahres“ bei der Leserwahl der Tageszeitung Der neue Tag
- 1998: „Sportler des Jahres“ bei der Leserwahl der Tageszeitung Der neue Tag
- 1999: „Sportler des Jahres“ bei der Leserwahl der Tageszeitung Der neue Tag
- 2000: „Sportler des Jahres“ bei der Leserwahl der Tageszeitung Der neue Tag
- 2002: „Sportler des Jahres“ bei der Leserwahl der Tageszeitung Der neue Tag
- 2004: Sportpreis des Bayerischen Ministerpräsidenten Edmund Stoiber
- 2004: „Sportler des Jahres“ bei der Leserwahl der Tageszeitung Der neue Tag
- 2004: „Jetzt-erst-recht-Preis“ des Bayerischen Sportpreises
- 2006: Behindertensportler des Jahres
- 2006: „Winterstar“ des Bayerischen Rundfunks und der Bild-Zeitung
- 2006: Ehrenbürger seiner Heimatgemeinde Kulmain
- 2006: Ehrenmitglied des SV Kulmain
- 2006: „Sportler des Jahres“ bei der Leserwahl der Tageszeitung Der neue Tag
- 2009: „Sportler des Jahres“ bei der Leserwahl der Tageszeitung Der neue Tag
- 2010: „Juan Antonio Samaranch Award“ IOC Disabled Award
- 2010: Sportpreis des Bayerischen Ministerpräsidenten Horst Seehofer
- 2010: „Sportler des Jahres“ bei der Leserwahl der Tageszeitung Der neue Tag
- 2010: Behindertensportler des Jahres
- 2011: Behindertensportler des Jahres
- 2011: Paralympic Sport Award (Weltbehindertensportler) des Internationalen Paralympischen Komitees IPC
- 2012: Champion des Jahres von Deutscher Sporthilfe/Robinson Clubs
- 2018: Aufnahme in die Hall of Fame des deutschen Sports
- 2021 Bayerischer Verdienstorden[27]